# Verslo žinios
UAB Verslo žinios ist eine litauische Tageszeitung und die größte Wirtschaftszeitung mit einer Auflage von 8.300 Exemplaren (11.600 Exemplaren, 2010) in Vilnius (Litauen). Sie gehört der schwedischen Mediengruppe „Bonnier“. Neben der Tageszeitung gibt es die Monatszeitschriften „Verslo klasė“, „Iliustruotasis mokslas“ und „Iliustruotoji istorija“ und jeden zweiten Monat „De luxe“. Verslo žinios organisiert Konferenzen und Wettbewerbe für kleine und mittlere Unternehmen („Gazelė“ etc.). Die Auflage reichte früher bis zu 75.000 Exemplaren (1994).

## Leitung
Generaldirektor ist Ugnius Jankauskas.

## Redaktion
- Chefredakteur: Rolandas Barysas
- Stellv. Chefredakteurin: Irma Verbienė
- Stellv. Chefredakteur: Darius Tarasevičius